# Marion King Hubbert
Marion King Hubbert (San Saba,  Texas , 5 oktober 1903 – Berkeley?, 11 oktober 1989) was een geofysicus die werkte bij het Shell-onderzoekscentrum in Houston, Texas. Hij is, naast vele andere belangrijke bijdragen aan de geologie en geofysica vooral bekend van Hubbertpiek, die belangrijke politieke consequenties had. Hij werd doorgaans "M. King Hubbert" of "King Hubbert" genoemd.

## Biografie
Hubbert studeerde aan de Universiteit van Chicago, waar hij in 1926 zijn B.S., zijn M.S. in 1928 en zijn Ph.D in 1937 behaalde. Hij studeerde geologie, wiskunde en natuurkunde. 
Tijdens zijn promotie werkt hij als geologisch assistent bij de Amerada Petroleum Company. In 1943 ging hij bij Shell werken, waar hij in 1964 met bedrijfspensioen ging. Hierna werkte hij als senior onderzoeksgeofysicus voor de USGS tot hij ook daar in 1976 met pensioen ging. Hij werkte daarbij nog als professor in de geologie en geofysica aan de Stanford universiteit (1963 - 1968) en van 1973 tot 1976 aan Berkeley.

## Onderzoek
Hubbert heeft diverse bijdragen geleverd aan de geofysische kennis, waaronder de wiskundige onderbouwing dat een gesteente dat zich onder enorme druk in de korst bevindt, zich net als klei plastisch gedraagt. Dit komt overeen met de waargenomen vervormingen van de aardkorst. Hij hield zich ook bezig met de stroming van vloeistoffen in het gesteente.
Het bekendste onderzoeksresultaat van Hubbert is zijn studie van olie- en gasreserves. Hij stelde dat de olieproductie uit een reservoir een Bell curve zou vormen met een piek bij de helft van de geproduceerde olie. In 1956 voorspelde Hubbert op een vergadering van het American Petroleum Institute dat de olieproductie in de VS eind zestiger, begin zeventiger jaren op haar hoogtepunt zou zijn om daarna af te zakken. Toen dat in 1970 inderdaad gebeurde, was zijn roem geschapen. In zijn analyse gebruikte hij een grafiek die de Hubbert curve wordt genoemd. De piek staat bekend als Hubbert Peak.
Tussen 17 oktober 1973 en maart 1974 zette de OPEC alle transport van olie naar de Verenigde Staten stil, wat de oliecrisis van 1973 veroorzaakte. In 1975, toen de Verenigde Staten nog steeds last hadden van hoge olieprijzen, werden de berekeningen van Hubbert over de dalende olie- en gasproductie geaccepteerd en gaf men toe te optimistische schattingen gebruikt te hebben.